# Vladimir Šujster
Vladimir Šujster (* 26. Mai 1972 in Zagreb) ist ein ehemaliger kroatischer Handballspieler, der zumeist auf Rechtsaußen eingesetzt wurde.

## Karriere
Vladimir Šujster begann 1980 beim RK Rudar mit dem Handballspiel. Ab 1988 lief er im Erwachsenenbereich auf. 1991 wechselte er zum RK Medveščak Zagreb und nach zwei Spielzeiten weiter zum HRK Karlovac. 1996 nahm ihn der Spitzenklub Badel 1862 Zagreb unter Vertrag, mit dem er 1997 und 1998 Kroatischer Meister und Pokalsieger wurde. In der EHF Champions League erreichte er 1997 und 1998 das Endspiel, unterlag dort aber jeweils dem FC Barcelona. Anschließend ging er zum RK Zamet Rijeka. 2008 beendete Šujster seine Karriere bei seinem Heimatverein.
Mit der Kroatischen Nationalmannschaft gewann Vladimir Šujster bei den Olympischen Spielen 1996 die Goldmedaille. In Atlanta warf er in zwei Spielen zwei Tore.